# Bahnstrecke Montluçon–Saint-Sulpice-Laurière
| Viaduc de Busseau, Gemeinde Ahun; Oktober 2004 |                                                               |                                                           |                                                           |
| Streckennummer (SNCF): | 702 000                                                       |                                                           |                                                           |
| Kursbuchstrecke (SNCF): | 122/123                                                       |                                                           |                                                           |
| Streckenlänge: | 122,3 km                                                      |                                                           |                                                           |
| Spurweite: | 1435 mm (Normalspur)                                          |                                                           |                                                           |
| Maximale Neigung: | in Richtung Saint-Sulpice: 12,5 ‰ in Richtung Montluçon: 15 ‰ |                                                           |                                                           |
| Streckengeschwindigkeit: | 110 km/h                                                      |                                                           |                                                           |
| |                                                               |                                                           |                                                           |
| \| \| \| Bahnstrecke Montluçon–Moulins von Moulins-sur-Allier \| \| \| \| \| Bahnstrecke Montluçon–Gouttières von Gouttières \| \| \| \| \| Bahnstrecke Bourges–Miécaze von Miécaze \| \| \| \| 327,6 \| Montluçon-Ville \| 207 m \| \| \| 327,3 \| Cher (106 m) \| Cher (106 m) \| \| \| \| D 745 (ehem. N 145) \| \| \| \| 327,1 326,6 \| Bahnstrecke Bourges–Miécaze nach Bourges \| Bahnstrecke Bourges–Miécaze nach Bourges \| \| \| \| N 145 \| \| \| \| 331,3 \| Domérat \| 258 m \| \| \| 334,3 \| Viaduc de Crevant (126 m) \| Viaduc de Crevant (126 m) \| \| \| \| D 916 (ehem. N 716, 2 ×) \| \| \| \| 337,6 \| Huriel \| 332 m \| \| \| \| D 916 (ehem. N 716, 2 ×) \| \| \| \| 342,4 \| Archignat \| 359 m \| \| \| ~346,5 \| Werksanschluss Grube \| Werksanschluss Grube \| \| \| 349,4 \| Treignat \| 433 m \| \| \| ~351,8 \| Département Allier / Creuse \| Département Allier / Creuse \| \| \| ~354,1 \| Anschl.gleis Steinbruch Les Mines \| Anschl.gleis Steinbruch Les Mines \| \| \| 354,2 \| Petite Creuse (126 m) \| Petite Creuse (126 m) \| \| \| 355,5 \| Bahnstrecke Champillet-Urciers–Lavaufranche v. Champillet \| Bahnstrecke Champillet-Urciers–Lavaufranche v. Champillet \| \| \| 355,6 \| Lavaufranche \| 416 m \| \| \| ~361,3 \| D 997 (ehem. N 697) \| D 997 (ehem. N 697) \| \| \| 361,8 \| Chanon \| 464 m \| \| \| 372,1 \| Parsac-Gouzon \| 421 m \| \| \| ~372,2 \| N 2145 (ehem. N 145) \| N 2145 (ehem. N 145) \| \| \| ~372,6 \| N 145 \| N 145 \| \| \| 381,2 \| Cressat \| 505 m \| \| \| ~381,5 \| D 990 (ehem. N 690) \| D 990 (ehem. N 690) \| \| \| 389,2 \| Bahnstrecke Busseau-sur-Creuse–Ussel v. Ussel \| Bahnstrecke Busseau-sur-Creuse–Ussel v. Ussel \| \| \| 389,4 \| Viaduc de Busseau \| (286 m) \| \| \| ~389,7 \| Werksanschluss Molkerei \| Werksanschluss Molkerei \| \| \| 389,8 \| Busseau-sur-Creuse \| 393 m \| \| \| 398,9 \| Sainte-Feyre \| 408 m \| \| \| ~404,2 \| D 4 (ehem. N 140) \| D 4 (ehem. N 140) \| \| \| 404,6 \| Guéret \| 436 m \| \| \| ~405,0 \| Av. de Berry (ehem. N 145) \| Av. de Berry (ehem. N 145) \| \| \| 405,2 \| Bahnstrecke La Châtre–Guéret nach La Châtre \| Bahnstrecke La Châtre–Guéret nach La Châtre \| \| \| \| Bahnstrecke Saint-Sébastien–Guéret nach St. Sébastien \| \| \| \| ~405,6 \| D 940 (ehem. N 142) \| D 940 (ehem. N 142) \| \| \| 405,9 \| Tunnel de Guéret (305 m) \| Tunnel de Guéret (305 m) \| \| \| 412,6 \| La Brionne (Creuse) \| 477 m \| \| \| 420,8 \| Montaigut \| 427 m \| \| \| 428,5 \| Vieilleville \| 414 m \| \| \| 428,8 \| Bahnstrecke Vieilleville–Bourganeuf nach Bourganeuf \| Bahnstrecke Vieilleville–Bourganeuf nach Bourganeuf \| \| \| 436,3 \| Marsac (Creuse) \| 369 m \| \| \| ~441,0 \| Département Creuse / Haute-Vienne \| Département Creuse / Haute-Vienne \| \| \| 445,3 \| Tunnel de La Rivière (517 m) \| Tunnel de La Rivière (517 m) \| \| \| \| Bahnstrecke Les Aubrais-Orléans–Montauban-Ville-Bourbon \| \| \| \| 448,6 \| Alte Streckenführung Orléans–Montauban bis 1864 \| Alte Streckenführung Orléans–Montauban bis 1864 \| \| \| 449,0 368,1 \| Saint-Sulpice-Laurière (seit 1864) \| 396 m \| \| \| \| Bahnstrecke Les Aubrais-Orléans–Montauban-Ville-Bourbon \| \| \| \| \| nach Les Aubrais-Orléans \| \| \| \| \| \| \| \| Beginn der Kilometerzählung: Paris-Austerlitz über Vierzon \| \| \| \| |                                                               |                                                           |                                                           |
| |                                                               | Bahnstrecke Montluçon–Moulins von Moulins-sur-Allier      |                                                           |
| Strecke |                                                               | Bahnstrecke Montluçon–Gouttières von Gouttières           | Bahnstrecke Montluçon–Gouttières von Gouttières           |
| Abzweig geradeaus und von links |                                                               | Bahnstrecke Bourges–Miécaze von Miécaze                   | Bahnstrecke Bourges–Miécaze von Miécaze                   |
| Bahnhof | 327,6                                                         | Montluçon-Ville                                           | 207 m                                                     |
| Brücke über Wasserlauf | 327,3                                                         | Cher (106 m)                                              | Cher (106 m)                                              |
| Brücke |                                                               | D 745 (ehem. N 145)                                       | D 745 (ehem. N 145)                                       |
| | 327,1 326,6                                                   | Bahnstrecke Bourges–Miécaze nach Bourges                  | Bahnstrecke Bourges–Miécaze nach Bourges                  |
| Brücke |                                                               | N 145                                                     | N 145                                                     |
| ehemaliger Bahnhof | 331,3                                                         | Domérat                                                   | 258 m                                                     |
| Brücke über Wasserlauf | 334,3                                                         | Viaduc de Crevant (126 m)                                 | Viaduc de Crevant (126 m)                                 |
| Bahnübergang |                                                               | D 916 (ehem. N 716, 2 ×)                                  | D 916 (ehem. N 716, 2 ×)                                  |
| Bahnhof | 337,6                                                         | Huriel                                                    | 332 m                                                     |
| Brücke |                                                               | D 916 (ehem. N 716, 2 ×)                                  | D 916 (ehem. N 716, 2 ×)                                  |
| ehemaliger Haltepunkt / Haltestelle | 342,4                                                         | Archignat                                                 | 359 m                                                     |
| Abzweig geradeaus und ehemals nach links | ~346,5                                                        | Werksanschluss Grube                                      | Werksanschluss Grube                                      |
| ehemaliger Bahnhof | 349,4                                                         | Treignat                                                  | 433 m                                                     |
| Grenze | ~351,8                                                        | Département Allier / Creuse                               | Département Allier / Creuse                               |
| Abzweig geradeaus und ehemals von links | ~354,1                                                        | Anschl.gleis Steinbruch Les Mines                         | Anschl.gleis Steinbruch Les Mines                         |
| Brücke über Wasserlauf | 354,2                                                         | Petite Creuse (126 m)                                     | Petite Creuse (126 m)                                     |
| Abzweig geradeaus und von rechts | 355,5                                                         | Bahnstrecke Champillet-Urciers–Lavaufranche v. Champillet | Bahnstrecke Champillet-Urciers–Lavaufranche v. Champillet |
| Bahnhof | 355,6                                                         | Lavaufranche                                              | 416 m                                                     |
| Brücke | ~361,3                                                        | D 997 (ehem. N 697)                                       | D 997 (ehem. N 697)                                       |
| ehemaliger Bahnhof | 361,8                                                         | Chanon                                                    | 464 m                                                     |
| Bahnhof | 372,1                                                         | Parsac-Gouzon                                             | 421 m                                                     |
| Bahnübergang | ~372,2                                                        | N 2145 (ehem. N 145)                                      | N 2145 (ehem. N 145)                                      |
| Brücke | ~372,6                                                        | N 145                                                     | N 145                                                     |
| ehemaliger Bahnhof | 381,2                                                         | Cressat                                                   | 505 m                                                     |
| Strecke mit Straßenbrücke | ~381,5                                                        | D 990 (ehem. N 690)                                       | D 990 (ehem. N 690)                                       |
| | 389,2                                                         | Bahnstrecke Busseau-sur-Creuse–Ussel v. Ussel             | Bahnstrecke Busseau-sur-Creuse–Ussel v. Ussel             |
| Brücke über Wasserlauf | 389,4                                                         | Viaduc de Busseau                                         | (286 m)                                                   |
| Abzweig geradeaus und ehemals nach rechts | ~389,7                                                        | Werksanschluss Molkerei                                   | Werksanschluss Molkerei                                   |
| Bahnhof | 389,8                                                         | Busseau-sur-Creuse                                        | 393 m                                                     |
| ehemaliger Bahnhof | 398,9                                                         | Sainte-Feyre                                              | 408 m                                                     |
| Brücke | ~404,2                                                        | D 4 (ehem. N 140)                                         | D 4 (ehem. N 140)                                         |
| Bahnhof | 404,6                                                         | Guéret                                                    | 436 m                                                     |
| Brücke | ~405,0                                                        | Av. de Berry (ehem. N 145)                                | Av. de Berry (ehem. N 145)                                |
| | 405,2                                                         | Bahnstrecke La Châtre–Guéret nach La Châtre               | Bahnstrecke La Châtre–Guéret nach La Châtre               |
| Strecke |                                                               | Bahnstrecke Saint-Sébastien–Guéret nach St. Sébastien     | Bahnstrecke Saint-Sébastien–Guéret nach St. Sébastien     |
| Brücke | ~405,6                                                        | D 940 (ehem. N 142)                                       | D 940 (ehem. N 142)                                       |
| Tunnel | 405,9                                                         | Tunnel de Guéret (305 m)                                  | Tunnel de Guéret (305 m)                                  |
| ehemaliger Bahnhof | 412,6                                                         | La Brionne (Creuse)                                       | 477 m                                                     |
| Bahnhof | 420,8                                                         | Montaigut                                                 | 427 m                                                     |
| Bahnhof | 428,5                                                         | Vieilleville                                              | 414 m                                                     |
| Abzweig geradeaus und nach links | 428,8                                                         | Bahnstrecke Vieilleville–Bourganeuf nach Bourganeuf       | Bahnstrecke Vieilleville–Bourganeuf nach Bourganeuf       |
| Bahnhof | 436,3                                                         | Marsac (Creuse)                                           | 369 m                                                     |
| Grenze | ~441,0                                                        | Département Creuse / Haute-Vienne                         | Département Creuse / Haute-Vienne                         |
| Tunnel | 445,3                                                         | Tunnel de La Rivière (517 m)                              | Tunnel de La Rivière (517 m)                              |
| Strecke von links (außer Betrieb) · Kreuzung geradeaus oben (Querstrecke außer Betrieb) · Abzweig quer |                                                               | Bahnstrecke Les Aubrais-Orléans–Montauban-Ville-Bourbon   | Bahnstrecke Les Aubrais-Orléans–Montauban-Ville-Bourbon   |
| Strecke (außer Betrieb) · Abzweig geradeaus und von halblinks | 448,6                                                         | Alte Streckenführung Orléans–Montauban bis 1864           | Alte Streckenführung Orléans–Montauban bis 1864           |
| Strecke nach halblinks (außer Betrieb) · Bahnhof | 449,0 368,1                                                   | Saint-Sulpice-Laurière (seit 1864)                        | 396 m                                                     |
| Abzweig geradeaus und ehemals von halbrechts |                                                               | Bahnstrecke Les Aubrais-Orléans–Montauban-Ville-Bourbon   | Bahnstrecke Les Aubrais-Orléans–Montauban-Ville-Bourbon   |
| |                                                               | nach Les Aubrais-Orléans                                  |                                                           |
| |                                                               |                                                           |                                                           |
| Beginn der Kilometerzählung: Paris-Austerlitz über Vierzon |                                                               |                                                           |                                                           |

Die Bahnstrecke Montluçon–Saint-Sulpice-Laurière ist eine 122,3 km lange, eingleisige Eisenbahnstrecke in den französischen Départements Allier, Creuse und Haute-Vienne.

## Geschichte

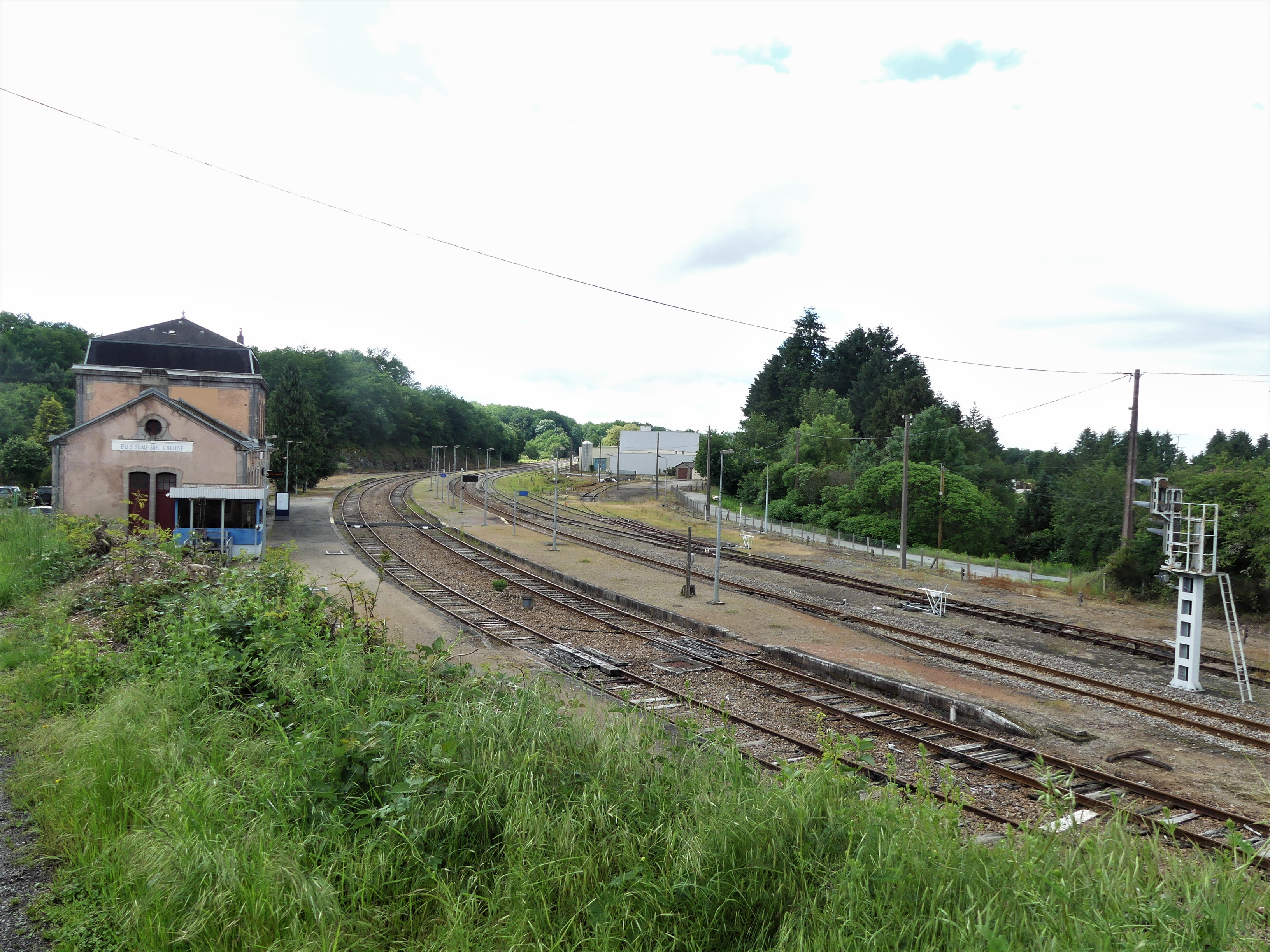
Bahnhof Busseau-sur-Creuse mit ehem. Gleisanschluss zur Molkerei im Hintergrund, Mai 2018

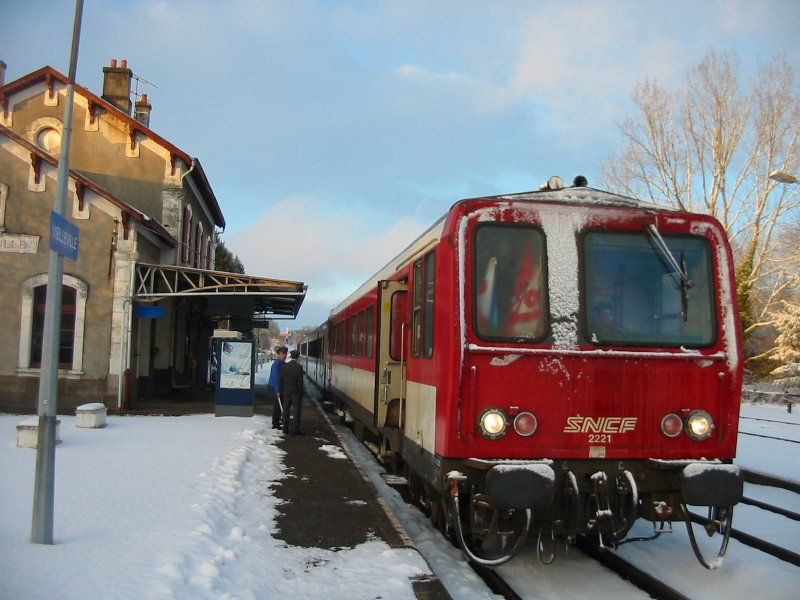
X2200 im Bahnhof von Vieilleville, Anfang März 2005

Die Strecke war – großräumig gedacht – eine Verbindung der östlichen Landesteile mit dem Industriestandort Limoges. Konzessionsnehmerin war die 1857 gegründete Eisenbahngesellschaft Compagnie du chemin de fer de Paris à Orléans (PO), die auf Rechte und Infrastruktur der zuvor aufgelösten Compagnie du chemin de fer Grand-Central de France zurückgreifen konnte. Eine mögliche Streckenführung war bei der Übernahme nur schriftlich umrissen mit „von Montluçon nach Limoges, die durch oder in der Nähe von Guéret verläuft und sich an einem noch festzulegenden Punkt südlich von La Souterraine an die Strecke von Châteauroux nach Limoges anschließt“. Der Vertrag dazu wurde am 11. April 1857 unterschrieben, die Strecke am 14. Juni 1861 für gemeinnützig erklärt.
Diese „Strecke von Châteauroux nach Limoges“ hatte im Sommer 1856 von Paris über Orléans kommend Limoges erreicht, geriet aber wegen konkurrierender Strecken auf dem Weg zum Mittelmeer gerade ins Stocken. Erst mithilfe des Plan Freycinet, der auch 180 andere Strecken in Frankreich förderte, wurden die Arbeiten fortgesetzt.
Auch die Strecke Montluçon–St-Sulpice wurde durch diesen strategischen Plan zur Verdichtung des Eisenbahnnetzes finanziert. Sie wurde darin unter der laufenden Nummer 105 geführt und mit „von Lavaud-Franche zur Strecke von Montluçon nach Eygurande, durch oder in der Nähe von Chambon“ umschrieben.

## Streckenverlauf
In Ost-West-Richtung gelegen, markiert die Strecke aufgrund der Topografie einen sehr kurvigen Verlauf. Auch müssen zahlreiche Steigungen bewältigt werden. Sie streift den nördlichen Rand des Regionalen Naturparks Millevaches en Limousin, der räumlich zum weiter südöstlich gelegenen Zentralmassiv gehört. Während der östliche Teil bis zum Viaduc de Busseau an der Cher mit deutlichen Steigungen oder von Gefälle geprägt ist, verläuft der westliche Teil zwischen Busseau und Saint-Sulpice eher waagerecht oder mit nur kurzen, moderaten Höhenunterschieden.
Von Montluçon aus wird das Flussbecken der Cher verlassen. Dabei werden Steigungen von 12,5 ‰ nicht überschritten. Nach knapp 65 km ist der höchste Punkt im Bahnhof von Cressat auf 505 Höhe über dem Meeresspiegel erreicht. Mit konstant 15 ‰ Gefälle geht es von dort über 9 km abwärts bis Busseau-sur-Creuse auf 393 m, um auf dem gegenüberliegenden Ufer der gequerten Creuse gleich wieder bis auf knapp 490 m anzusteigen.

## Ingenieurbauwerke
Nennenswerte Kunstbauwerke sind die drei Flussquerungen über den Cher (106 m Länge), die Petite Creuse (126 m) und das Viaduc de Busseau über die Creuse mit 286 m. Hinzu kommen die beiden Tunnel mit 305 m (Tunnel de Guéret) und 517 m (Tunnel de La Rivière).